# EPEAT
Electronic product environmental assessment tool (svenska: Utvärderingsverktyg för elektroniska produkters miljöpåverkan), EPEAT, är en ideell branschorganisation som drivs av Green Electronics Council (svenska: Rådet för grön elektronik) med säte i Portland, Oregon för miljömärkning av elektroniska produkter under Typ I - ISO 14024, med certifiering utfärdad av ANSI National Accreditation Board (ANAB). Märkningen är främst till för att inköpare och upphandlare snabbt och enkelt ska kunna välja produkter med låg miljöpåverkan, och för att tillverkare ska ha klara kriterier att förhålla sig till.
Utgångspunkten för märkningen är IEEE 1680-gruppen, som är standarder för livscykelutvärdering av elektroniska produkters hållbarhet och miljöpåverkan. Varje produktgrupp (skrivare, mobiltelefoner, servrar etc) har tjugotre obligatoriska kriterier plus ytterligare tjugoåtta frivilliga.
Tillverkare kan mot avgift begära att få sina produkter EPEAT-märkta, varvid produkten provas av ett oberoende ackrediterat institut för utvärdering.
Om samtliga obligatoriska krav och minst tjugoen av de frivilliga kraven uppfylls uppnås den högsta nivån: Guld.
För Silver gäller samtliga obligatoriska krav och minst fjorton av de frivilliga, medan Brons enbart kräver att samtliga av de obligatoriska kraven uppfylls.
Produkter som uppnått minst Brons-nivån ligger sedan sökbara på EPEAT:s hemsida för verifikation av certifieringen.
| Reduktion av miljöpåverkande material. | Materialval.                                   | Energibesparande. | Förpackning.      |
| Livstidsförlängning.                   | Konstruktion som möjliggör effektiv skrotning. | Skrothantering.   | Företagsagerande. |

## Historik
EPEAT skapades 2003 genom anslag från den amerikanska naturskyddsmyndigheten för att möta behovet från statliga upphandlare att på ett enkelt sätt kunna sätta miljökrav vid inköp av elektronik. Märkningen blev färdig 2006, och antogs 2007 av George G.W. Bush som krav vid samtliga federala upphandlingar för alla produktgrupper där märkta produkter finns att tillgå. Eftersom EPEAT är baserat på internationella standarder och till största delen sammanfaller med lagstiftning i andra länder (till exempel EU:s direktiv om elektronikåtervinning, WEEE) har märkningen spridits även utanför USA.
Enligt Thelin är EPEAT den "mest spridda och den mest omfattande miljöstandarden i världen". EPEAT samarbetar med Dekra i Europa.